# Opuntia pachyrrhiza
Opuntia pachyrrhiza es una especie del género Opuntia endémica de México.

## Descripción
Posee un hábito de crecimiento arbustivo aunque poco ramificado, alcanzando una altura de 35 a 40 centímetros. De uno a tres brotes (cladodios) suelen aparecer directamente del bulbo, un rizoma suculento de hasta 40 cm de largo y con un diámetro de 12 centímetros, se ramifican ocasionalmente y pueden ser rastreros. Durante la sequía o el frío, mueren para rebrotar en primavera. Estos segmentos son elípticos, ovados o lanceolados de hasta 35 cm de largo, 16 de ancho y un espesor de 5 a 8 mm. Los numerosos gloquidios son de color café a amarillo ocre. Las espinas, inicialmente de color marrón claro, pasan a ser marrón oscuro o gris con el ápice marrón. Son rígidas, aciculares, achatadas en su base y de entre 0,5 a 4,5 cm de largo.  Las flores con forma de campana, son de color amarillo brillante y alcanzan longitudes de 4,5 a 9 cm y de 4 a 8 centímetros de  diámetro.  Los frutos son obovados y tienen una parte superior truncada.

## Distribución y hábitat
Se encuentran localizados en los montes de La Trinidad y El Azul, en San Luis Potosí, en el Municipio de Guadalcázar de México. 
Su hábitat natural son las tierras bajas de herbazales tropicales o subtropicales. Solo se conocen tres colonias con una población de  <10,000 individuos maduros.
Está considerada en peligro de extinción por pérdida de hábitat. 
Su extinción se debe a causas humanas, ya que sus raíces son recolectadas con fines medicinales por los habitantes del lugar.

## Taxonomía
Opuntia pachyrrhiza  fue descrita por H.M.Hern., Gómez-Hin. & Bárcenas y publicado en Novon 11(3): 309–314, f. 1–3. 2001.
Etimología
Opuntia: nombre genérico  que proviene del griego usado por Plinio para una planta que creció alrededor de la ciudad de Opus en Grecia.
pachyrrhiza: epíteto griego que significa "con fuertes raíces".
Sinonimia
- Opuntia megarhiza subsp. pachyrrhiza